# Olivia Wunsch
Olivia Wunsch (North Sydney, 31 de maio de 2006) é uma nadadora australiana.

## Carreira
Wunsch nasceu em 31 de maio de 2006 em North Sydney, Nova Gales do Sul. Ela começou a nadar ainda jovem no Carlile Swim Centre em Ryde, onde ainda treina. Ela competiu em seu primeiro torneio estadual de natação aos oito anos e, em 2017, ganhou vários campeonatos nacionais nos Jogos Escolares do Pacífico nas competições de borboleta e velocidade livre. Em 2018, Wunsch participou do Campeonato Nacional de Esporte Escolar da Austrália e ganhou sete medalhas; no evento de 2019, ela ajudou sua equipe de revezamento a ganhar a medalha de ouro enquanto ganhava uma medalha individual nos 50m livre.
Wunsch ganhou três medalhas de prata no Age Nationals de 2021 e mais tarde naquele ano se classificou para a seleção nacional júnior australiana. No torneio NSW State Age de longa distância de 2022, ela ganhou nove medalhas de ouro individuais. Ela então ganhou cinco medalhas (três de prata, duas de bronze) no Age Nationals e se classificou para a seleção nacional júnior novamente, ganhando uma vaga no Campeonato Pan-Pacífico Júnior, onde participou de cinco eventos, ganhando três medalhas. No Campeonato Mundial de Natação Aquática Júnior de 2023, Wunsch ganhou seis medalhas, incluindo cinco de ouro, enquanto empatou o recorde do campeonato nos 50m livre e fez parte da equipe de revezamento que estabeleceu o recorde mundial júnior.
Wunsch estabeleceu vários recordes pessoais nas eliminatórias olímpicas de natação da Austrália em 2024, qualificando-a para as Olimpíadas de Verão de 2024. Nas Olimpíadas, ela fez parte da equipe que ganhou a medalha de ouro no revezamento 4×100 metros livre.